# Nephila
Nephila – rodzaj pająków z rodziny prządkowatych (Nephilidae). Został nazwany w 1815 roku przez Williama Elforda Leacha, może być starszym synonimem rodzaju Heterargiope Kishida, 1931. Obecnie tradycyjnie zalicza się do niego kilkanaście gatunków, jednak dane molekularne sugerują, że może on być difiletyczny – wówczas do Nephila powinno włączać się jedynie Nephila pilipes i Nephila constricta. Kwestia polifiletyzmu tego rodzaju jest jednak dyskusyjna. Rodzaj Nephila obejmuje największe pająki tkające sieci na świecie – samice Nephila komaci osiągają długość niemal 4 cm. Przedstawiciele tego rodzaju cechują się znaczącym dymorfizmem płciowym przejawiającym się różnicą rozmiarów. Samice osiągają znacznie większe rozmiary niż samce – najmniej wyraźny dymorfizm tego typu występuje u gatunku Nephila clavata, którego samice są około 2,2 raza większe od samców, zaś największy u Nephila turneri, u którego samice osiągają długość niemal dziesięciokrotnie większą niż samce.
Selden, Shih i Ren (2011) zaliczyli do rodzaju Nephila największego znanego kopalnego pająka – żyjący w środkowej jurze (ok. 165 mln lat temu) gatunek Nephila jurassica; w wypadku potwierdzenia takiej pozycji filogenetycznej tego gatunku Nephila byłaby najdłużej istniejącym ze wszystkich znanych rodzajów pająków. Kuntner i in. (2013) sugerują jednak, że nie należy on do rodzaju Nephila ani w ogóle do prządkowatych. Rodzaj Nephila powstał natomiast prawdopodobnie nie mniej niż 16 mln lat temu. W późniejszej publikacji Selden, Shih i Ren (2013) potwierdzili, że N. jurassica nie należy do prządkowatych; autorzy przenieśli go do odrębnego rodzaju Mongolarachne.